# ジェームズ・ガーフィールド
ジェームズ・エイブラム・ガーフィールド（James Abram Garfield, 1831年11月19日 - 1881年9月19日）は、アメリカ合衆国の政治家、弁護士。第20代アメリカ合衆国大統領。暗殺された2人目の大統領であり、初の左利きの大統領でもあり、大統領に選出された唯一の現職下院議員でもある。在任はウィリアム・ハリソンに次いで短く6か月と15日に過ぎなかった。
ガーフィールドはオハイオ州モアランド・ヒルズに生まれ、1856年にマサチューセッツ州のウィリアムズ大学を卒業した。1858年にルクレティア・ルドルフと結婚し、オハイオ州上院議員（1859年 - 61年）時の1860年に法曹界入りを認められた。ガーフィールドは南北戦争の間、少将として合衆国陸軍に勤務し、シャイローの戦いに参加した。奴隷制度と南部諸州の連邦離脱に反対し、1863年に共和党員として下院議員に選出された。1880年の大統領選ではユリシーズ・グラント、ジェームズ・ブレイン、ジョン・シャーマンといった共和党の主な候補者が大統領候補指名に必要な代議員を得ることができない中、ガーフィールドは妥協の産物として党大統領候補に指名されたが、本戦では首尾良く民主党候補のウィンフィールド・ハンコックに勝利した
。その就任演説でガーフィールドは多くの官庁改革を提案、そのほとんどが後継者のチェスター・アーサーにより達成された（ペンドルトン公務員改革法、1883年成立）。
ガーフィールドは1881年7月2日に首都ワシントンの鉄道駅でチャールズ・ギトーによって銃撃され、長期の療養を余儀なくされたが、約2か月後に死去した。在任が短かったことから、その業績はわずかなものだった。

## 生涯

### 生い立ち
ガーフィールドは1831年11月19日にクリーブランドの南東、オハイオ州カヤホガ郡オレンジ郡区（現在のオハイオ州モアランド・ヒルズ）の丸太小屋で、5人兄弟の末っ子として生まれた。彼は父親のエイブラム・ガーフィールドおよび年長の兄ジェームズ・バルー・ガーフィールドに名付けられた。父はその大きな体躯で地域ではレスラーとして有名であったが、ガーフィールドが17か月のとき、1833年に死去した。ウェールズの祖先を持つガーフィールドは母親のイライザ・バロウとおじによって育てられた。母親は「彼は私が育てた最も大きな赤ん坊で、赤いアイルランド人のように見えた。」と語っている。1833年、両親はディサイプルス教会に加わり、それは後に彼らの息子へ深く影響を及ぼした。

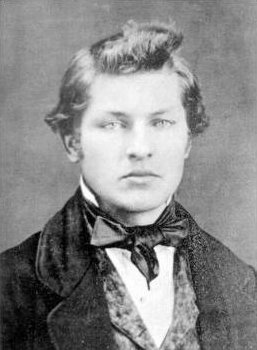
16歳の時に撮影

ガーフィールドはオレンジ郡区の学校に入学したが、16歳のときに自ら退学し船員となり、クリーブランドの近くの運河で6週間働いた。病気のため帰宅を強いられたが、回復後はジアーガ・アカデミーに入学する。同校で彼は生涯に渡って継続した学問へのインスピレーション、学ぶことと教えることの両方を得た。ガーフィールドは後にこの時代を回想し、「私は貧困の中に生まれ、幼年期を混沌の中で過ごし、どんなインスピレーションをも捕らえる前に17年が過ぎてしまったことを嘆く...その17年は父親といくらかの富を持つ少年が男らしく修正されたかもしれない貴重な17年であった。」と語った。1850年にガーフィールドは省みることの無かった教会への礼拝を再開し、洗礼を受けた。
1851年から1854年まで、使徒教会がオハイオ州ハイラムに設立したウエスタン・リザーブ折衷学研究所（後のハイラム大学）で学んだ。同校で彼はプラット・ロジャース・スペンサーの指導を受け、ギリシャ語とラテン語の研究に最も興味を示した。彼は在学中に教鞭を執るようになり、隣接する教会での説教を行い、1度の説教につき1ドルの報酬を得た。その後、マサチューセッツ州ウィリアムズタウンのウィリアムズ大学に移り、デルタ・ウプシロンのメンバーとなった。ガーフィールドは科学以外のすべての科目で優をとり、1856年に卒業した。卒業後は折衷学研究所の教員となり、1856年から1857年まで古語の教授、1857年から1860年まで研究所の所長を務めた。 

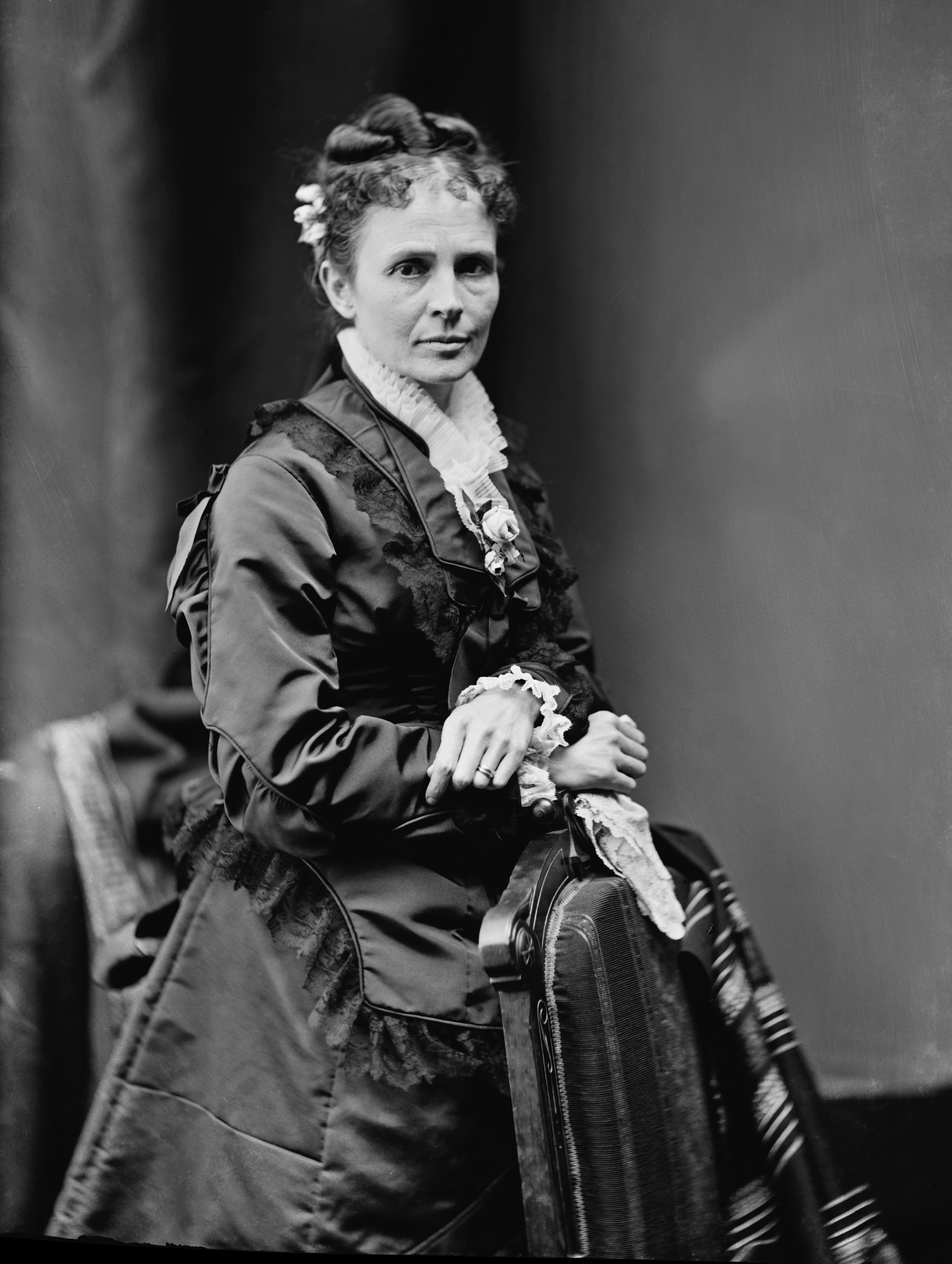
妻のルクレティア（1870年代に撮影）

1858年11月11日にルクレティア・ルドルフと結婚、彼らは5人の子供をもうけた。息子のジェームズ・ルドルフ・ガーフィールドは父の跡を継いで政治家になり、セオドア・ルーズベルトの下で内務長官に就任した。 
ガーフィールドは法律を学び1860年にオハイオ州の法曹界に入った。その前の1859年にオハイオ州議会議員に選出され政界入りし、1861年まで熱心な共和党員として貢献した。

### 軍歴
南北戦争が始まり、ガーフィールドは北軍に入隊し、第42オハイオ志願兵連隊の指揮官に任命された。1861年11月、東ケンタッキーから南部連邦軍を排除する任務をドン・カルロス・ビューエル将軍より授かる。第18旅団を与えられると、12月に第40、第42オハイオ歩兵師団、第14、第22ケンタッキー歩兵師団、第2ヴァージニア騎兵隊、マクローリン騎兵師団と共にケンタッキー州ケトレッツバーグを出発した。行軍はケンタッキー州ペインツヴィルに達するまで何事も起こらなかった。南部連邦軍はケンタッキー州プレストンバーグからヴァージニア州方面へ2マイルのミドル・クリークに後退、ガーフィールドは1862年1月9日に攻撃を命じたが、南部連邦軍は戦場から撤退した。ガーフィールドは追撃は行わず、兵員補充後は部隊にプレストンバーグからの撤退を命じている。この戦闘での功績が認められ、4月にはシャイローの戦いに参加するため西に移動した。チカマウガでも戦闘に参加し、最終的には少将の位にまで昇任した。

### 政治経歴
1863年には下院議員に選任され、再び政界入りした。彼は1878年まで2年ごとに再選された。この時代は、「金ぴか時代」と呼ばれ産業の発展により様々な業種で合併が進み、独占資本が形成されたが政財界の癒着が強まり汚職事件が多発した。

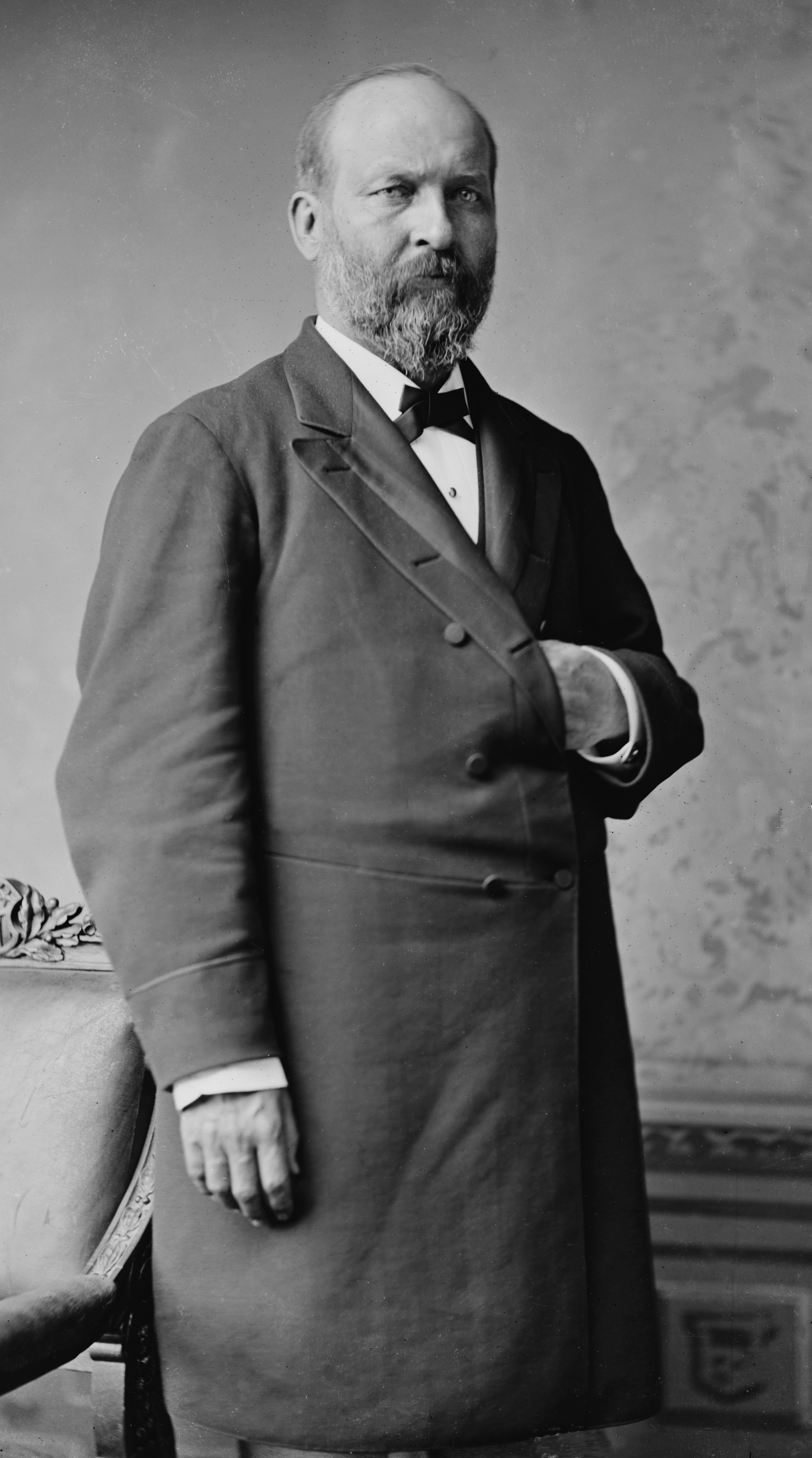
1870年代に撮影

ガーフィールドはグラント政権下でおきた鉄道利権をめぐる大規模な収賄事件である「クレディ・モビリエ事件」で、起訴された容疑者の一人として名を連ねた。しかし、議員辞職することは無かった。

### 大統領職
ガーフィールドは1880年の大統領選挙に共和党の大統領候補として指名された。選挙戦では、豊富な資金力を背景に民主党の対立候補ウィンフィールド・スコット・ハンコックに対し優位に進め、第20代大統領に当選した。しかし、当選後は党内の有力政治家たちが主要ポストをめぐり対立した。

#### 内閣
| 職名     | 氏名                         | 任期   |
| -------- | ---------------------------- | ------ |
| 大統領   | ジェームズ・ガーフィールド   | 1881年 |
| 副大統領 | チェスター・A・アーサー      | 1881年 |
| 国務長官 | ジェイムズ・G・ブレイン      | 1881年 |
| 財務長官 | ウィリアム・ウィンダム       | 1881年 |
| 陸軍長官 | ロバート・T・リンカーン      | 1881年 |
| 司法長官 | ウェイン・マクヴェーグ       | 1881年 |
| 郵政長官 | トーマス・L・ジェームズ      | 1881年 |
| 海軍長官 | ウィリアム・ヘンリー・ハント | 1881年 |
| 内務長官 | サミュエル・J・カークウッド  | 1881年 |

### 暗殺

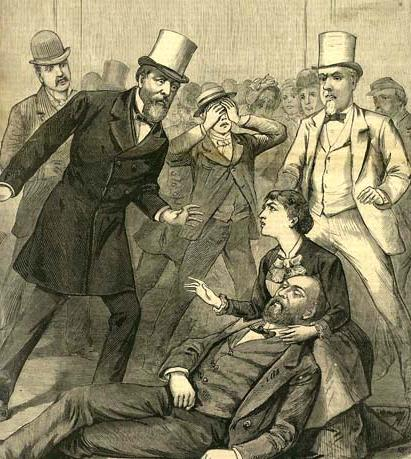
1881年7月2日

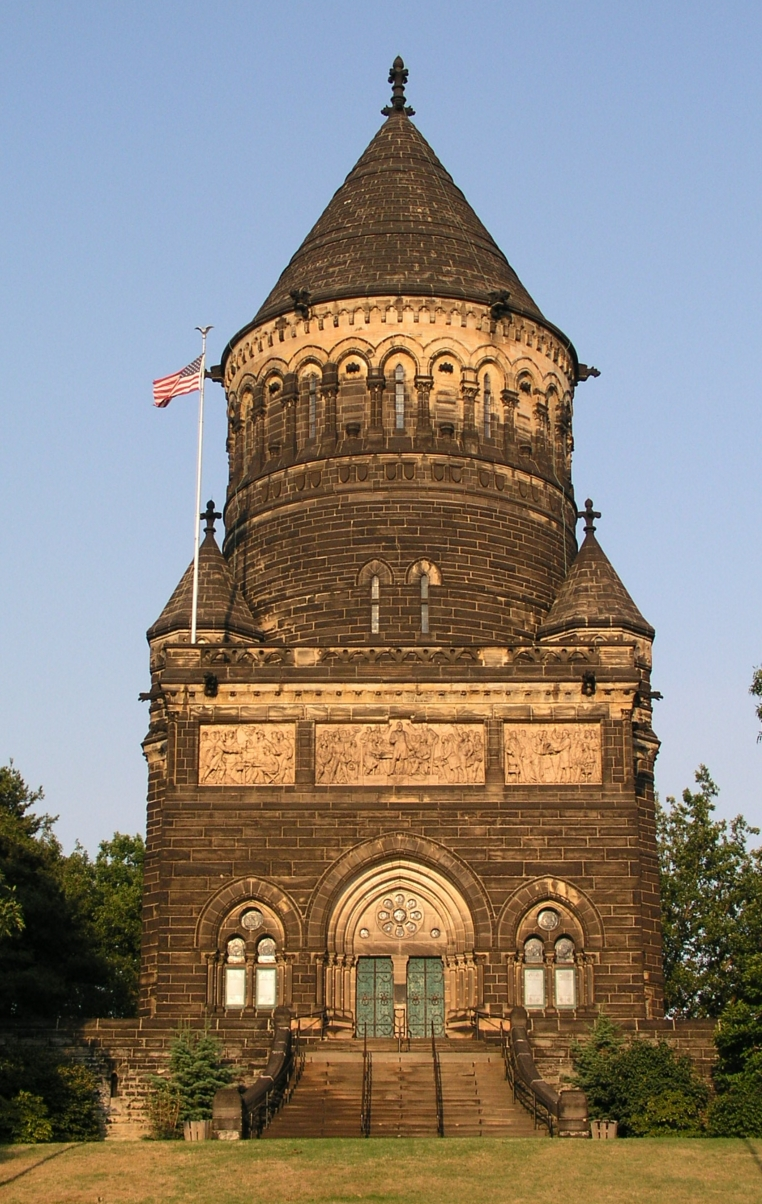
1890年に建立されたガーフィールド記念館

当時は猟官制が幅を利かせており、選挙民に賄賂を握らせたり候補者の宣伝を買って出た者も多かったとされる。その中にチャールズ・ギトーと呼ばれる男がいた。ギトーは、自分が選挙活動でガーフィールドを応援した見返りを求めていたが、彼は何の役職にも就けず、この一件で大いにガーフィールドを恨んだ。ギトーは精神病歴を持つ弁護士で、神が大統領を殺すことを命じたと思いこんでいた。
ガーフィールドは1881年7月2日、大統領就任の4か月後にギトーによって銃撃された。ワシントンD.C.の鉄道駅で、背後からガーフィールドを44口径リボルバーで撃った。弾丸はガーフィールドの体内で発見することが出来ず、アレクサンダー・グラハム・ベルは弾丸を見つけようとして、金属探知機を考案した。しかし探知機は金属のベッドフレームを誤認し見つけることは出来なかった。ガーフィールドは感染症で病状が悪化したうえ、衰弱した体で転地したため、1881年9月19日に転地療養先のニュージャージー州エルバロンで死去した。医師が弾丸摘出のために滅菌しない指で患部を探ったり、手を突っ込んだり、針で肝臓を傷つけるなどの荒療治がなかったら死ぬことはなかったとされる。
レイクビュー墓地内のガーフィールド記念館の地下にはガーフィールド夫妻の棺が並んで安置されている。

## トリビア
最も博学の大統領で、片手でラテン語、もう一方の手でギリシャ語を同時に書くことができた。
大学の学長（ハイラム大学）出身の初の大統領でもある。
身長は6フィート（約183cm）だった。